# Stanîțea-Luhanska
Stanîțea-Luhanska (în ucraineană Стани́ця Луга́нська; sau Stanîțea, în ucraineană Станиця; între 1688-1719, Luhan sau Luhanske, în ucraineană Луган sau Луганське, între 1719-1923, Luhanska, în ucraineană Луганська, între 1923-2007, Stanîcino-Luhanske, în ucraineană Станично-Луганське) este așezarea de tip urban de reședință a raionului Stanîcino-Luhanske din regiunea Luhansk, Ucraina. În afara localității principale, nu cuprinde și alte sate.

## Demografie
Componența lingvistică a așezării de tip urban Stanîțea-Luhanska
     Rusă (92,41%)
     Ucraineană (6,17%)
     Alte limbi (0,3%)
Conform recensământului din 2001, majoritatea populației așezării de tip urban Stanîțea-Luhanska era vorbitoare de rusă (92,41%), existând în minoritate și vorbitori de ucraineană (6,17%).